# Let Me In (canção)
"Let Me In" é uma canção de rock do cantor norte-americano Eddie Money, do seu álbum Nothing to Lose de 1988 e que ganhou versão cover da pop diva Laura Branigan em 1990.

## Versão de Eddie Money
Eddie Money apresentou esta canção no seu álbum de 1988 e lançou como um single. A canção conseguiu o número 60 no Billboard Hot 100 e o número 30 no Mainstream Rock Tracks. Em 1989 seu álbum "MAZZA" fez muitos sucessos nas discotecas.

## Versão de Laura Branigan
Esta canção foi uma das canções mais severas que Laura escolheu para o seu álbum de 1990. Trabalhando com o co-escritor da canção, Dennis Matkosky, Branigan co-produziu a faixa que apareceu no seu álbum, Laura Branigan.